# O noapte de groază
O noapte de groază (The Old Dark House) este un film de groază din 1932 regizat de James Whale. Este bazat pe romanul Benighted (1927) de J.B. Priestley.

## Distribuție
- Boris Karloff - Morgan (menționat "KARLOFF")
- Melvyn Douglas - Roger Penderel
- Raymond Massey - Philip Waverton
- Gloria Stuart - Margaret Waverton
- Charles Laughton  -Sir William Porterhouse
- Lilian Bond - Gladys DuCane/Perkins
- Ernest Thesiger - Horace Femm
- Eva Moore - Rebecca Femm
- Brember Wills -  Saul Femm
- Elspeth Dudgeon - Sir Roderick Femm (menționat ca "John Dudgeon")